# Adrienne Miller
Adrienne Miller (* 1972 in Columbus, Ohio, USA) ist eine amerikanische Autorin und Journalistin. Von 1997 bis 2005 war sie als Fiction Editor beim Esquire in einer Position, welche Miller als erste Frau in der Geschichte dieses Männermagazins innehatte. Während ihrer Zeit als leitende Literaturredakteurin wurde der Zeitschrift ein National Magazine Award (National Magazine Award for Fiction) zugesprochen. Mehrere Jahre nachdem sie einen eigenen Roman veröffentlicht und die Redaktion verlassen hatte, reflektierte Miller ihre Zeit beim Esquire in den Erinnerungen In the Land of Men (2020).

## Werdegang
Miller ist im Mittleren Westen aufgewachsen, in einer Vorstadt von Akron, Ohio. Nach ihrem Collegeabschluss im Jahr 1994 und einer kurzfristigen Bewerbung auf ein Stelleninserat von Gentlemen’s Quarterly übersiedelte sie nach New York und wurde Redaktionsassistentin bei GQ, wo sie für David Granger arbeitete. Drei Jahre später bot Granger, nunmehr Chefredakteur beim Esquire, Miller die Stelle als Fiction Editor an. Während ihrer Zeit dort war sie Herausgeberin zweier Anthologien, welche die Geschichte des Magazins in herausragenden Texten aus allen Jahrzehnten repräsentieren sollten. Der National Magazine Award for Fiction ging 2004 an Esquire. Parallel zu ihrem Job als Redakteurin arbeitete Miller an ihrem eigenen Schreiben und an ihrem ersten Roman: The Coast of Akron erschien im Jahr 2005. An Einflüssen auf ihr eigenes literarisches Schreiben benannte die Autorin Martin Amis (die Lektüre von London Fields habe bei ihr als Achtzehnjähriger den Wunsch geweckt, Schriftstellerin zu werden), aber auch Gore Vidal und Quentin Crisp sowie Diana Vreeland und M. F. K. Fisher.
15 Jahre später veröffentlichte Adrienne Miller ein Buch – einen ersten Vorstoß hatte sie zuvor in einem Essay in der Vogue (All Men, All the Time: A Former Literary Editor Remembers the World Before #MeToo) unternommen – über die Arbeit beim Esquire. „Sexism and Genius Collide ‚In the Land of Man‘“ lautete der Titel der Besprechung von Lucinda Rosenfeld für die New York Times. In the Land of Men wurde ambivalent rezipiert. Stephanie Merritt (The Guardian) stellte fest, dass zumindest ein feministisches Publikum die Lektüre als paradox empfinden müsse: Einerseits beschreibe Miller die patriarchalen Strukturen des Literaturbetriebs im Allgemeinen und einer Redaktion wie jener des Esquire im Besonderen, andererseits handle das Buch hauptsächlich von Millers Kontakt mit David Foster Wallace. Die Rezensentin kommt zum Schluss, es sei dahingestellt, ob das Buch zum besseren Verständnis von Wallaces Leben und Werk beitrage – „enttäuschend“ sei auf jeden Fall, dass in einem Werk über weibliches Vorankommen in einem männlich dominierten Umfeld die Präsenz von Wallace derart vorherrschend sei. Auch für Laura Marsh (The New Republic) ergibt das Buch kein einheitliches Bild. Sie vergleicht In the Land of Men mit Asymmetry von Lisa Halliday und kommt zum Schluss, dass beide Werke zumindest kundige und schonungslose Porträts je eines Schriftstellers (bei Halliday Philip Roth) bieten. Für Meredith Boe (Chicago Review of Books) ist Miller eine ausgezeichnete Erzählerin mit der Gabe, auch selbstkritische Fragen aufzuwerfen.

## Veröffentlichungen
- als Herausgeberin: Esquire's Big Book of Fiction. 2002.
- als Herausgeberin: Esquire's Big Book of Great Writing: More than 70 Years of Celebrated Journalism. 2003.
- The Coast of Akron. Farrar, Straus and Giroux, New York, 2005.
  - deutsch von Michael Kleeberg: Die Küste von Akron. Luchterhand, 2006.
- In the Land of Men: A Memoir. Ecco / HarperCollins, New York, 2020.